# Bergbahn Lauterbrunnen-Mürren
De Bergbahn Lauterbrunnen-Mürren (BLM) in het Zwitserse Berner Oberland, ook wel Mürrenbahn genoemd, bestaat uit twee trajecten. Het eerste traject loopt van Lauterbrunnen (797 meter hoogte) naar Grütschalp (1482 meter hoogte) en het tweede van Grütschalp naar Mürren (1639 meter hoogte).
Tussen Lauterbrunnen en Grütschalp liep oorspronkelijk een kabelspoorweg, maar deze is in 2006 vervangen door een kabelbaan. Van Grütschalp naar Mürren liep en loopt een smalspoorbaan.
Het station in Lauterbrunnen ligt direct tegenover het station van de Berner Oberland-Bahnen (BOB) naar Interlaken en de Wengernalpbahn (WAB) richting Kleine Scheidegg, Jungfraujoch en Grindelwald. De BLM is voor het grootste deel eigendom van de in 1994 opgerichte Jungfraubahn Holding AG (JBH) en wordt samen met de andere spoorwegen van JBH door het Jungfraubahnen Management AG in een bedrijfssamenwerking met de BOB uitgevoerd.

## Kabelspoorweg
Vanaf 1891 ging van Lauterbrunnen-Zuben een kabelspoorweg met spoorbreedte van 1 meter en een maximale stijging van 60,6% omhoog naar het bergstation Grütschalp. De waterballastbaan had drie spoorstaven en vier bij het passeerspoor. Uniek was dat er de laatste 40 meter tot in het bergstation eveneens vier rails aanwezig waren. In 1902 werd de baan geëlektrificeerd, met de motor in het bergstation. In 1909 werd de kabelspoorbaan aan de dalzijde met 43 meter verlengd om de overstap naar het treinstation eenvoudiger te maken: het nieuwe dalstation lag 14 meter lager dan het oorspronkelijke. Vanaf 1910 was het spoor ook in de winter opengesteld.
Op 3 december 1971 werd wagen nr. 1 van de baan gestoten door een foute belading van wagen nr. 2. In het goederendeel lag een kraanarm, die de draagarm van een mast raakte en daardoor opzij draaide. De kraanarm boorde zich vervolgens in wagen nr. 1, die uit de rails werd geduwd, van het viaduct stortte en, hangend aan de trekkabel, met de wielen omhoog tegen een boom langs het traject tot stilstand kwam. Er vielen twee gewonden. Drie weken later reed wagen nr. 1 weer, maar nog zonder carrosserie.

## Kabelbaan Lauterbrunnen - Grütschalp
De kabelspoorweg moest regelmatig gesaneerd worden daar de ondergrond instabiel bleek te zijn. Sinds de aanleg was de baan op sommige stukken al 2,5 meter zijwaarts en 3 meter naar beneden geschoven. Op andere delen dreigden stukken helling af te schuiven en zo de kabelspoorweg verder mee te trekken. Een evaluatie door BLM samen met de Jungfraubahn Holding AG viel uit ten gunste van een kabelbaan ter vervanging van de kabelspoorweg. Het voordeel van een kabelbaan is de mogelijkheid om masten op geologisch stabiele plaatsen op te stellen en de instabiele stukken te overspannen.
In november 2005 leverde de BLM een bouwaanvraag in bij de gemeente Lauterbrunnen, een financieringsverzoek bij het kanton Bern en de concessieaanvraag bij het Bundesamt für Verkehr. De kosten voor het project werden op 23,4 miljoen Zwitserse frank begroot, waarvan 2,9 miljoen voor de gedeeltelijke afbraak van het kabelspoor. Het grootste deel van de kosten werd gedragen door de verschillende overheden. De plannen werden aan het einde van het jaar openbaar gemaakt en in april 2006 begon men met de bouw. Op 23 april 2006 reed de laatste trein omhoog. Op 16 december 2006 werd de nieuwe kabelbaan in bedrijf genomen.
De kabelbaan volgt hetzelfde traject als de voormalige kabelspoorweg en gebruikt hetzelfde begin- en eindstation. Tijdens de bouwperiode was de kabelbaan Stechelberg-Mürren-Schilthorn (LSMS) de enige verbinding voor het dorp Mürren met rest van Zwitserland. Grütschalp, in de zomer een geliefd vertrekpunt voor wandelingen, bleef bereikbaar met de smalspoorbaan vanuit Mürren.
De kabelbaan is als enkelsporige, pendelende baan met twee draagkabels gerealiseerd. De cabine kan 100 personen meenemen (ongeveer 8 ton) en gelijktijdig 6 ton goederen in een open bak, die onder de cabine hangt. Inclusief het eigen gewicht van de cabine met hanger is de totale last 26 ton. Voor uitsluitend personenvervoer zou de cabine elke tien minuten de reis van Lauterbrunnen naar Grütschalp en terug kunnen maken. Het voor Mürren essentiële goederentransport beperkt dat echter tot eens per twaalf minuten. De vervoerscapaciteit is zo 500 personen en 30 ton goederen per uur in beide richtingen. Dit is meer dan het oude kabelspoor en de smalspoorbaan.

## Grütschalp–Mürren (smalspoorbaan)
Vanaf Grütschalp gaat een smalspoorbaan over een lengte van 4,27 kilometer met een maximale stijging van 5% naar Mürren. Dit traject is niet gewijzigd na de verbouwing van kabelspoorweg naar kabelbaan. Het is enkelsporig, behalve op het station Winteregg. Dit station ligt ongeveer in het midden van het traject en beschikt over een passeerspoor.
Deze geïsoleerde smalspoorbaan heeft geen spoorverbinding met andere spoorlijnen. Het onderhoud aan het materiaal moet dus ter plaatse uitgevoerd worden. Bij het driesporige station Grütschalp is daartoe een kleine werkplaats. Het rollend materieel bestaat uit vijf treinstellen, die meestal in de stations Mürren en Grütschalp geparkeerd staan.

### Rollend materieel
De BLM heeft vanwege haar korte lengte nooit over veel voertuigen beschikt. Bij de inbedrijfname in 1891, de derde geëlektrificeerde spoorlijn in Zwitserland, had de BLM drie tweeassige elektrolocomotieven (Ge 2/2 nr. 1 t/m 3) onder 525 volt gelijkspanning en oorspronkelijk twee tweeassige personenwagens, die in deze vorm echter niet naar tevredenheid functioneerden. De verbouwing van de personenwagens met elk een locomotief tot een zogenaamd Rowantreinstel gaf een storingsarme en voor de passagiers comfortabele aandrijving.
In 1913 vervingen twee treinstellen, BDe2/4 nr. 11 en 12 van de Schweizerische Industrie-Gesellschaft (SIG) en de Machinefabriek Oerlikon (MFO), de elektrische locomotieven, waarvan er een als reserve achterbleef totdat hij in 1923 door een lawine getroffen werd. Als kortstondige vervanging gebruikte men de tweeassige stoomlocomotief Eiger van de BOB.
Het treinstel BDe4/4 nr. 13, opnieuw van SIG en MFO, maar een beetje anders dan de vorige levering, werd in 1923 geleverd. Het treinstel verongelukte in 1964 en werd daarna gesloopt.
In 1967 werden uiteindelijk de treinstellen Be4/4 nr. 21 t/m 23 – gebouwd door SIG, BBC en de Société Anonyme des Ateliers de Sécheron (SAAS) – in gebruik genomen, die tot op heden de dienstregeling op het traject verzorgen. In hetzelfde jaar werd treinstel nr. 12 afgebroken, terwijl nr. 11 als reserve bewaard bleef. De nr. 11 wordt in het laagseizoen zo nu en dan ingezet en is daarnaast voor speciale ritten te boeken.
In 1997 werden voor het goederenvervoer vier wagens met lage vloer in gebruik genomen, genummerd 13 tot en met 16. Ze worden in het station van Grütschalp aan de trein gekoppeld en hebben een laadvermogen van 6 ton voor transport van bijna alle goederen voor de verzorging van het autovrije kuuroord Mürren.
In 2010 werd van Aare Seeland mobil (ASM) de Be 4/4 nr. 102 (ex-OJB nr. 82), in 1966 gebouwd door de Schweizerische Wagons- und Aufzügefabrik AG (SWS) en MFO, overgenomen. Het treinstel werd in de werkplaats Zweilütschinen op het gebruik op het BLM-traject aangepast en in de sneeuwvrije periode met een speciaaltransport van een kabelbaanbouwer (Von Rotz Seilbahnen AG) over een bosweg van Isenfluh – waar nog een weg naartoe loopt – naar Winteregg gebracht. Het treinstel is in januari 2011 in gebruik genomen en draagt nr. 31.
Tussen 6 uur en 20 uur wordt een halfuursdienst onderhouden. In het hoogseizoen kan er elk kwartier een trein vertrekken.

## Afbeeldingen

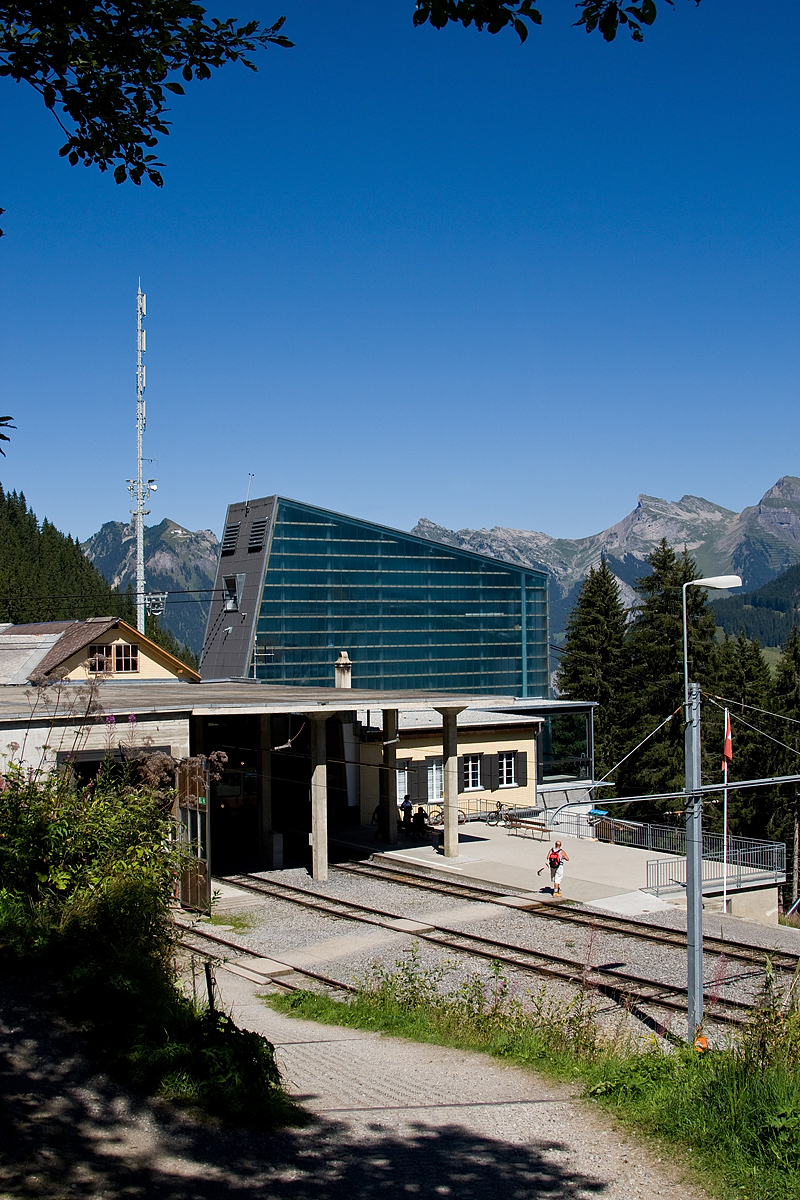
station Grütschalp
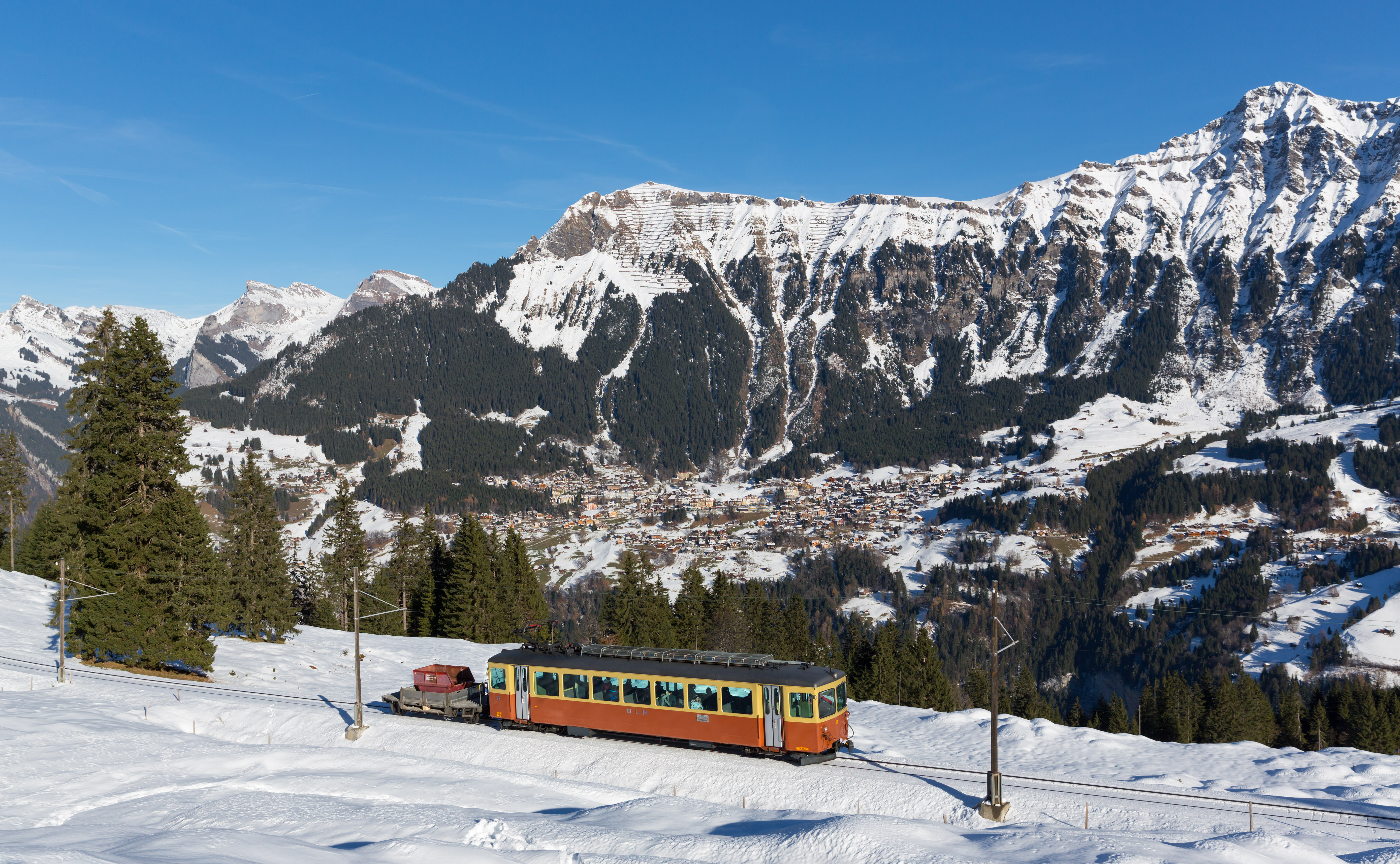
Zicht op Wengen tussen Grütschalp en Winteregg
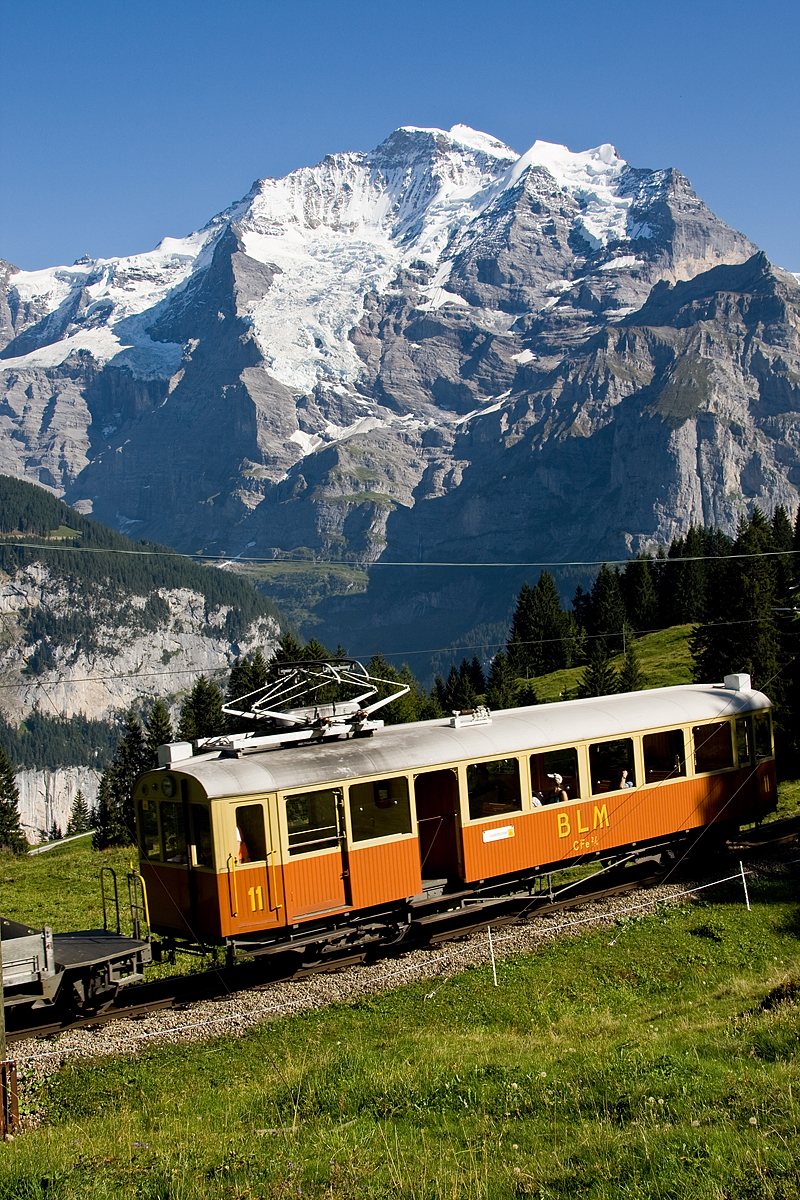
Historisch treinstel BDe 4/4 nr 11 voor de Jungfrau
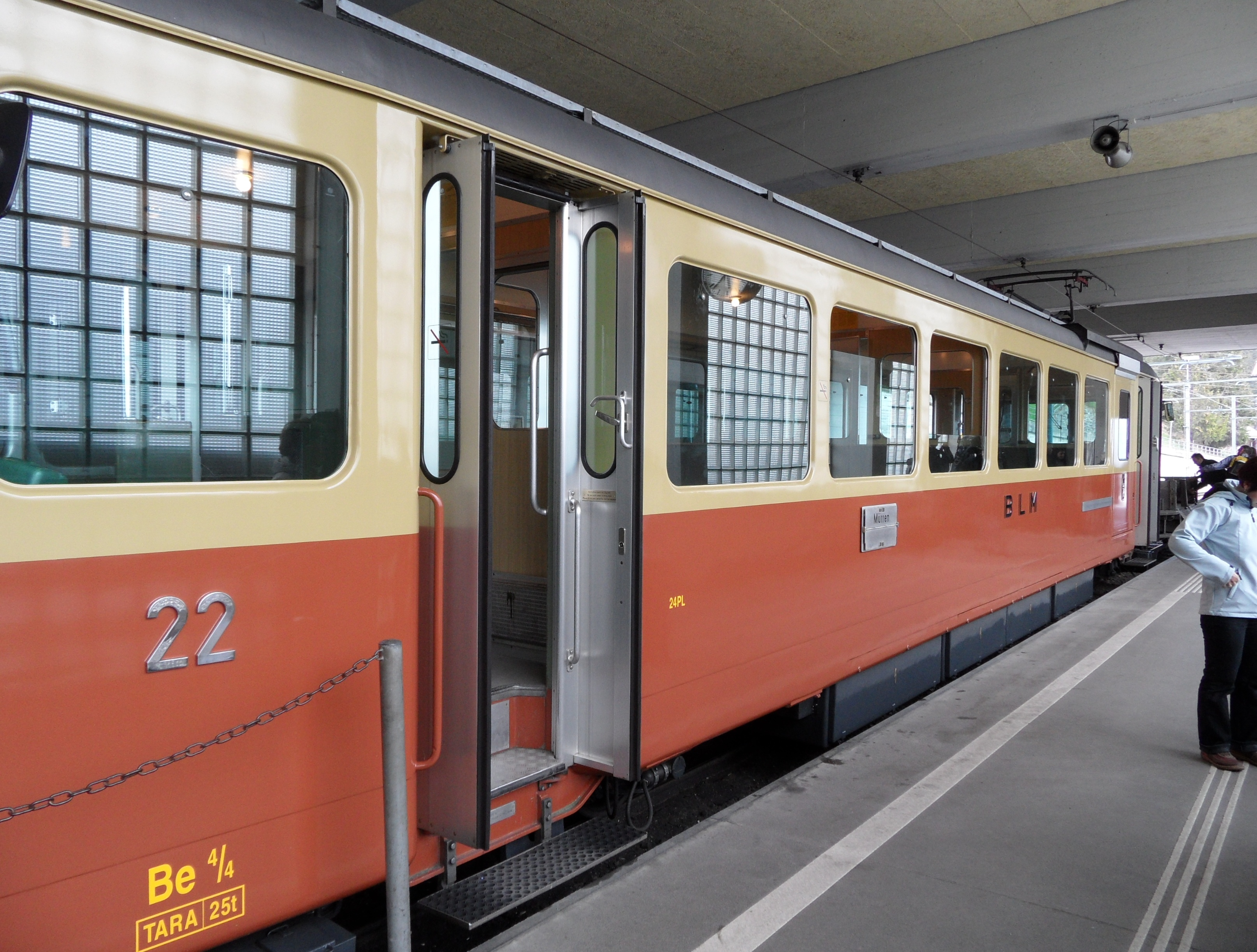
Treinstel BDe 4/4 nr 22 in station Mürren
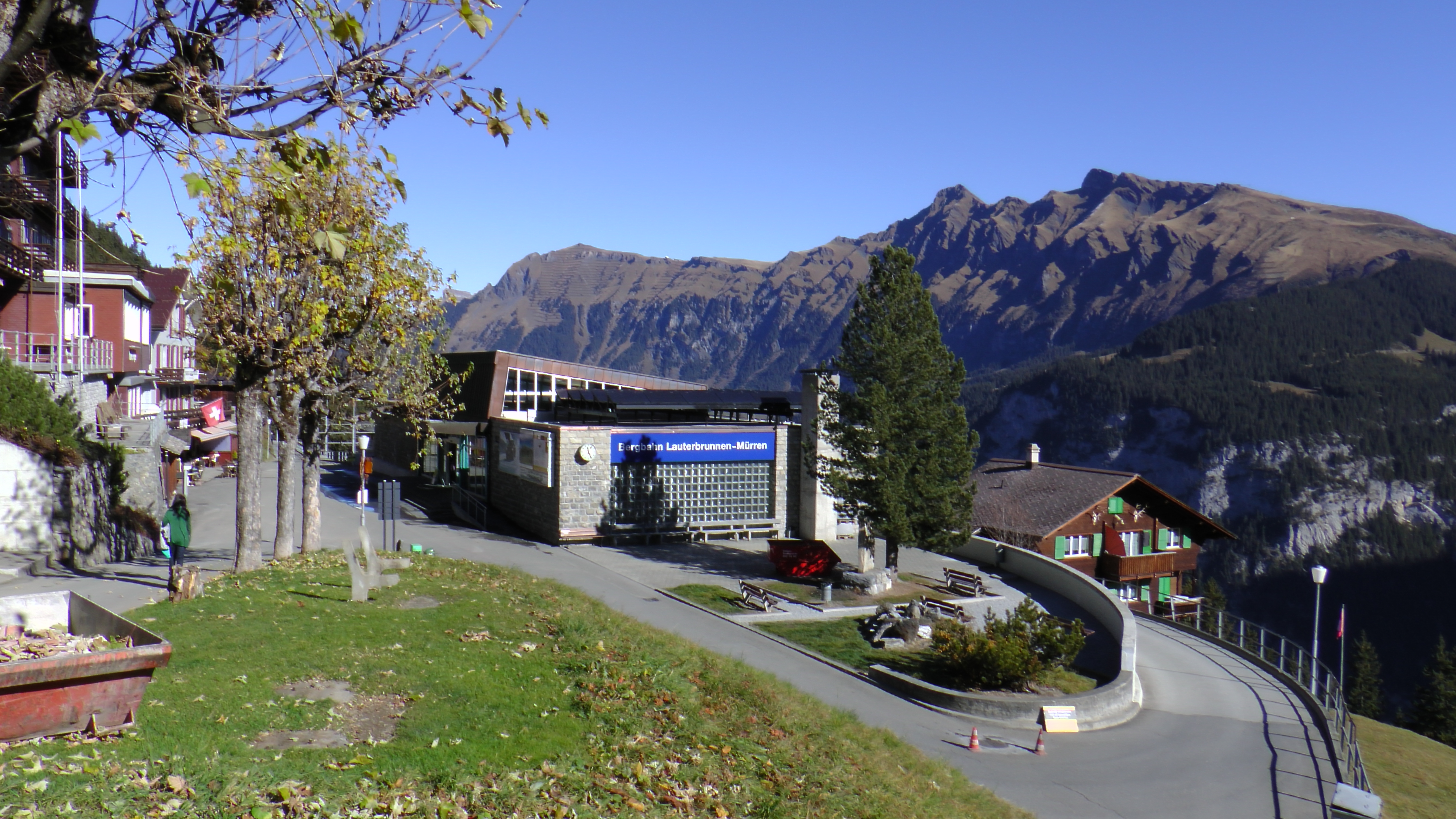
Eindstation in Mürren (Ingang vanaf de straat, herfst 2015)